# La Virgen que forjó una patria
La Virgen que forjó una patria (übersetzt: „Die Jungfrau, die ein Vaterland erfand“) ist ein mexikanischer Film aus dem Jahr 1942. Regie bei diesem historischen Filmdrama führte Julio Bracho, der zudem gemeinsam mit René Capistrán Garza das Drehbuch verfasst hatte.

## Handlung
Im Jahr 1810 plant der Mönch Miguel Hidalgo gemeinsam mit anderen einen Aufstand gegen die Kolonialmacht Spanien. Seinem Vertrauten Ignacio Allende erzählt er von der mexikanischen Geschichte. Eine Rückblende führt in das Jahr 1528, als die Indigenen Mexikos von Pedro de Alonso und seinen Soldaten unterdrückt werden. Ihnen stellt sich jedoch der Mönch Martín entgegen und versucht die Indigenen vor den Übergriffen zu schützen. So tauft er unter anderem den indigenen Weber Juan Diego. Während Alonso aufgrund seiner Untaten dem Wahnsinn verfällt, reist Bruder Martín nach Spanien. Dort setzt er sich bei König Karl V. für die Anliegen der Indigenen ein. Auf seiner Rückreise nach Mexiko verstirbt der Mönch jedoch. Dort erscheint 1531 Juan Diego schließlich die Jungfrau von Guadalupe. Damit endet die Rückblende. Im Anschluss an diese Geschichte entschließen sich Hidalgo und die anderen Revolutionäre das Bild der Jungfrau von Guadalupe auf ihr Banner zu setzen, wenn sie für die Freiheit ihres Landes kämpfen.

## Hintergrund
Mit der Verknüpfung des Mexikanischen Unabhängigkeitskriegs mit der Erscheinung der Jungfrau von Guadalupe griff Julio Brancho gleich zwei große mexikanische Mythen auf, die er durch Gespräche Hidalgos verknüpft. Dabei verhielt er sich kritisch zu herrschenden System und Ideologie. Der Standard der Produktion war hoch. Die Produktionsgesellschaft von La Virgen que forjó una patria war Films Mundiales. Der Film feierte am 11. Dezember 1942 seine Uraufführung in Mexiko und war finanziell erfolgreich. Im Jahr 1944 wurde der Film zudem in den USA von Clasa Films Mundiales veröffentlicht. Ramón Novarro war ein erfolgreicher Schauspieler in Hollywood während der Stummfilm-Zeit. Bei La Virgen que forjó una patria handelte es sich um seinen einzigen mexikanischen Film.